# 益和诺尔
益和诺尔是位于中国内蒙古自治区赤峰市巴林右旗益和诺尔苏木东部的一个湖泊。其位置约为东经119°42′,北纬43°24′。湖面海拔417米，面积约4.6平方公里，主要沉积物为石盐和芒硝。益和诺尔来自蒙古语，是大湖的意思。